# Пугі (Гаваї)
Пугі (англ. Puhi) — переписна місцевість (CDP) в США, в окрузі Кауаї штату Гаваї. Населення — 3380 осіб (2020).

## Географія
Пугі розташоване за координатами 21°57′42″ пн. ш. 159°23′30″ зх. д. / 21.96167° пн. ш. 159.39167° зх. д. (21.961582, -159.391724).  За даними Бюро перепису населення США в 2010 році переписна місцевість мала площу 2,32 км², з яких 2,30 км² — суходіл та 0,01 км² — водойми.

## Демографія
Згідно з переписом 2010 року, у переписній місцевості мешкало 2906 осіб у 932 домогосподарствах у складі 661 родини. Густота населення становила 1255 осіб/км².  Було 1024 помешкання (442/км²).
Расовий склад населення:
| - 54,6 % — азіатів - 18,3 % — білих - 4,1 % — вихідців з тихоокеанських островів - 0,2 % — чорних або афроамериканців - 0,1 % — корінних американців - 1,0 % — осіб інших рас |

До двох чи більше рас належало 21,7 %. Частка іспаномовних становила 7,5 % від усіх жителів.
За віковим діапазоном населення розподілялося таким чином: 23,8 % — особи молодші 18 років, 61,4 % — особи у віці 18—64 років, 14,8 % — особи у віці 65 років та старші. Медіана віку мешканця становила 40,1 року. На 100 осіб жіночої статі у переписній місцевості припадало 94,3 чоловіків;  на 100 жінок у віці від 18 років та старших — 95,9 чоловіків також старших 18 років.
Середній дохід на одне домашнє господарство  становив 83 161 долар США (медіана — 72 500), а середній дохід на одну сім'ю — 95 574 долари (медіана — 84 219). Медіана доходів становила 37 025 доларів для чоловіків та 32 295 доларів для жінок. За межею бідності перебувало 7,4 % осіб, у тому числі 9,2 % дітей у віці до 18 років та 7,0 % осіб у віці 65 років та старших.
Цивільне працевлаштоване населення становило 1842 особи. Основні галузі зайнятості: мистецтво, розваги та відпочинок — 35,7 %, освіта, охорона здоров'я та соціальна допомога — 18,0 %, роздрібна торгівля — 10,6 %, будівництво — 6,7 %.